# Krajowa Szkoła Koronkarska w Muszynie
Krajowa Szkoła Koronkarska w Muszynie - regionalna szkoła dla dziewcząt założona na podst. rozporządzenia Wydziału Krajowego Galicji z dnia 11 października 1887 r., otwarta została 16 listopada 1887 roku w Muszynie.  Towarzystwo Tatrzańskie wymienia ją jako filię Krajowej Szkoły Koronkarskiej w Zakopanem. W roku 1882 liczba uczennic wynosiła 30, a ich roczny dochód z produkcji koronek 550 złr. Posiadała trzy całoroczne oddziały, a jej dyrektorką była pochodząca z Zakopanego, nauczycielka koronkarstwa Aniela Kuhn. W 1895 roku szkoła przeniesiona została do Starego Sącza. 